# Limnellia minima
Limnellia minima är en tvåvingeart som beskrevs av Canzoneri och Giuseppe Giovanni Antonio Meneghini 1969. Limnellia minima ingår i släktet Limnellia och familjen vattenflugor. Inga underarter finns listade i Catalogue of Life.